# رسلان خومتشاك
رسلان خومتشاك (بالأوكرانية: Хомчак Руслан Борисович)‏ (و. 1967  م) هو قائد عسكري أوكراني، ولد في روفنو، يعمل كنائب أول لأمين مجلس الأمن القومي والدفاع الأوكراني،  وشغل منصبي القائد العام السابق للقوات المسلحة الأوكرانية،  ورئيس هيئة الأركان العامة من 21 مايو 2019 إلى 28 مارس 2020. 

## تكريمات
حصل على تكريمات منها:
- نيشان الاستحقاق الأوكراني من الدرجة الثالثة
- Medal "15 years to the Armed Forces of Ukraine"  [لغات أخرى]‏
- Medal "10 years to the Armed Forces of Ukraine"  [لغات أخرى]‏
- Defender of the Motherland Medal [الإنجليزية]‏
- نيشان الاستحقاق الأوكراني من الدرجة الثانية